# D35/36次列车
- 關於沿京广高速铁路运行，且同样设有卧铺席位的动车组列车，請見「京粤卧铺动车组列车」。
- 關於使用CR200J型动车组，沿京九铁路运行的动车组列车，請見「D27/28次列车」。
- 關於原北京-济南D35/36次列车，請見「京沪既有线动车组列车#济南局相关」。

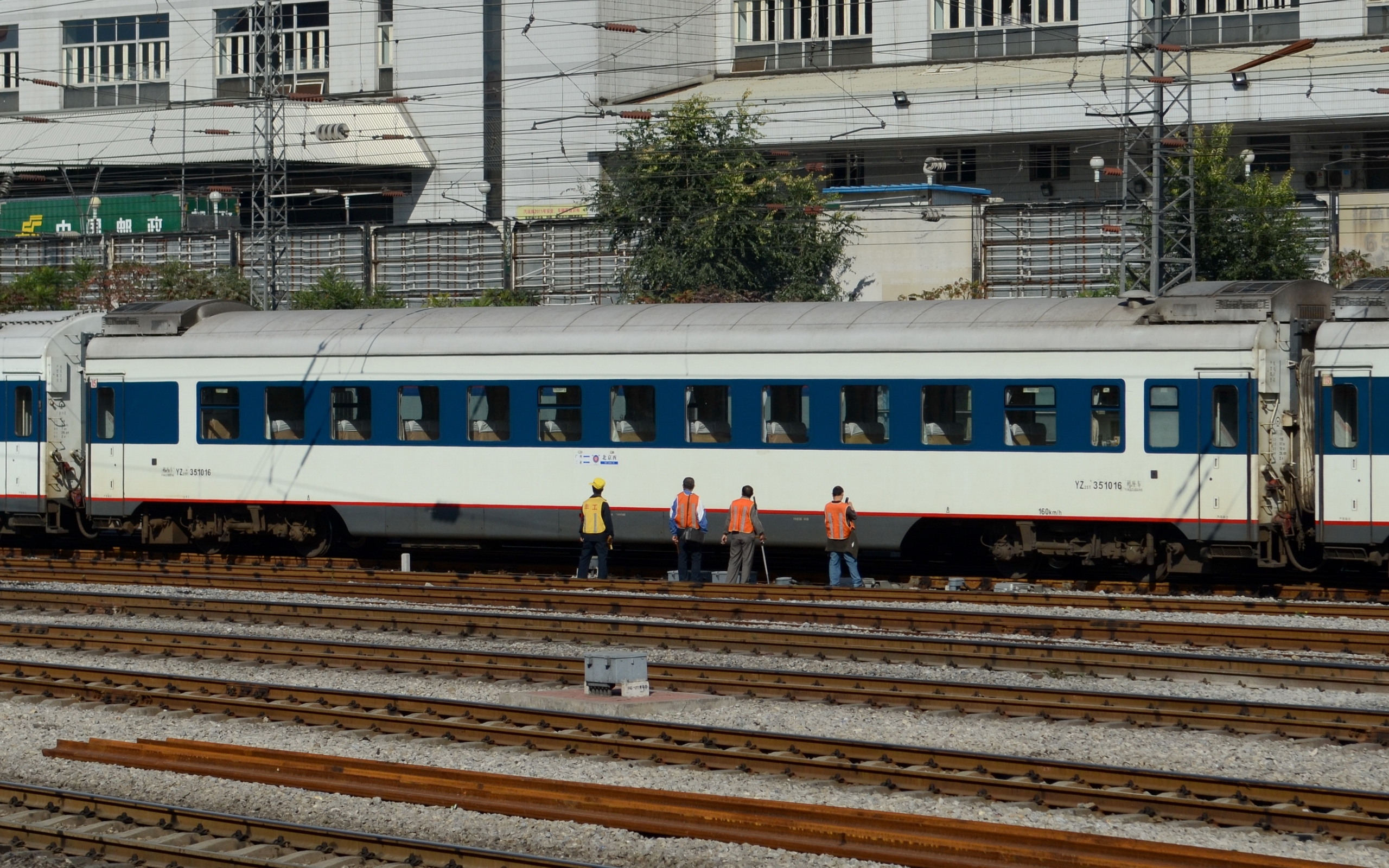
北京西至广州Z35次特快列车编组中的YZ25T硬座车

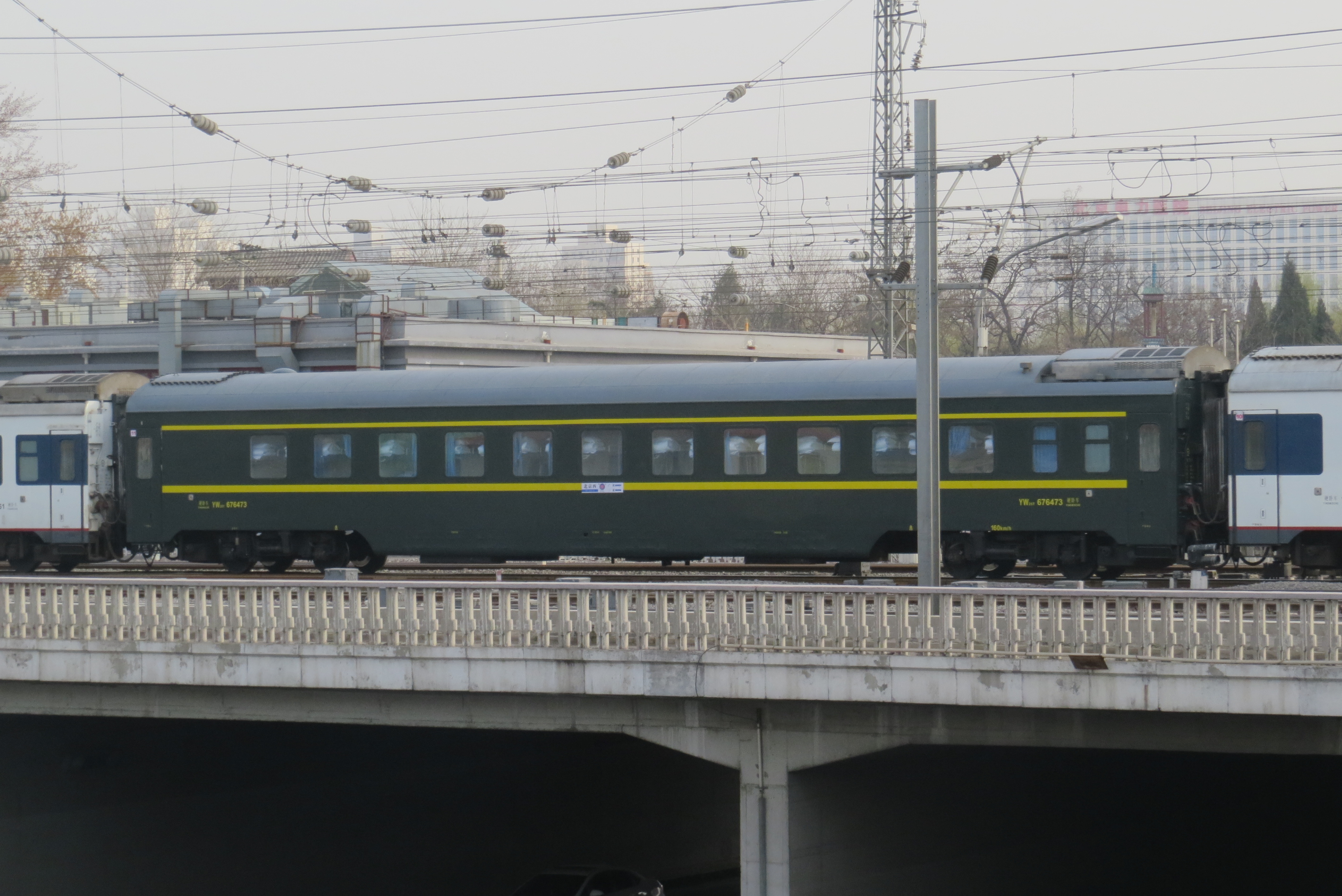
列车编组中的YW25T硬卧车

D35/36次列車是中國鐵路運行於直轄市北京市北京西站至廣東省省會廣州市廣州白雲站的普通動車組列車，是连接中国首都北京与华南第一大城市广州的首趟直通列车。其前身Z35/36次列車於1957年10月14日起開行，於2024年1月10日起按現車次開行，運行縱貫京廣鐵路全線，客運里程2289公里，途經北京市、河北省、河南省、湖北省、湖南省、廣東省五省一市，客運乘務由廣州局集團長沙客運段擔任。列车开行之初使用的车次为15/16次，目前为D35/36次，为京广铁路全线运行时间最短的旅客列车，沿线只停靠郑州、武汉、长沙三座省会城市办理旅客乘降业务（D36次单向增停新乡）。其中北京西站至廣州白雲站运行21小时22分，使用车次为D35次；廣州白雲站至北京西站运行21小时45分，使用车次为D36次。列车自1990年获得铁道部授予的“红旗列车”称号以来，已连续20年保持该称号，并先后获得火车头奖杯、全国用户满意服务单位、全国卫生列车、全国文明示范列车、全国职工职业道德建设先进集体等荣誉。

## 历史

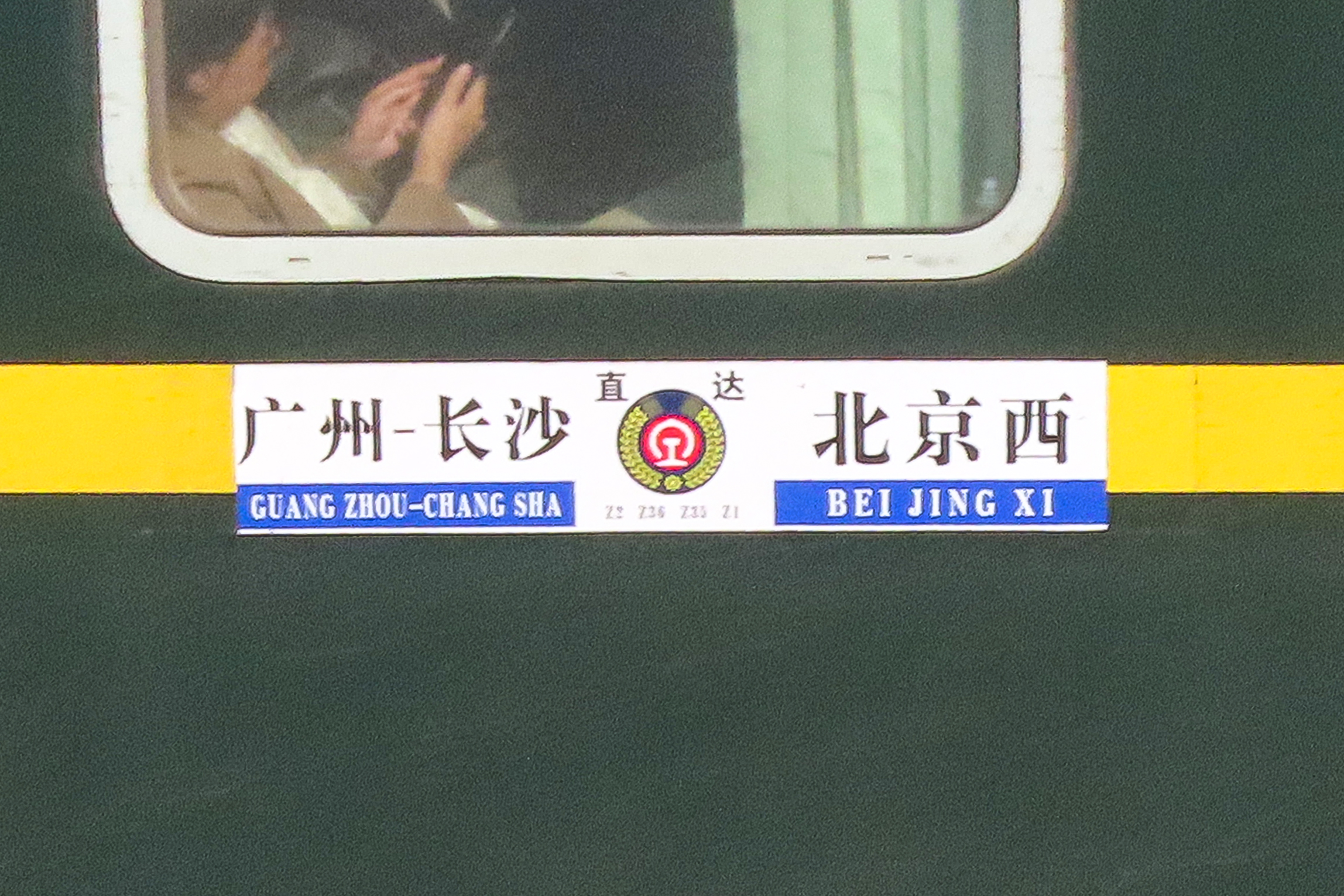
Z35/36次在升級動集前（与Z1/2次套跑）水牌

1957年10月14日，随着武汉长江大桥的建成，京广铁路宣告全线贯通，铁道部正式开行京穗列车，由北京站（正阳门东站）开往广州站（大沙头站），运行时间约为59小时，命名为7/8次直通旅客特别快车（此前该车次号用于京汉铁路上的特别快车）。1959年，由于当年多条新建铁路通车，同时正值中华人民共和国建国十周年，铁道部进行了自1949年以来最大的一次铁路运行图调整，在这次调整中京广特快列车的车次改为15/16次。
1964年4月21日，15/16次列车运行时间缩短为46小时32分。15/16次列车于1984年在全路進京進滬進穗直通旅客列車竞赛中获得两千公里以上行程组第一名，1986年被中共广东省委评为文明列车，同年12月22日被铁道部命名为“红旗列车”。
1985年4月1日，中国铁路运行图作出了调整，15/16次列车经由广深铁路延长至深圳，运行区段更改为北京至深圳，成為深圳首對跨局特快列車。在1987年4月1日实施的新运行图中，15/16次列车的运行区段又缩短至广州，并一度扩编至20辆；同时，列车速度有所提高，运行时间缩短54分钟。
1990年，15/16次列车全列更换为新型空调车，采用25型客车车底，车体為墨綠色塗裝。 1996年，新建的北京西站落成，15/16次列车由北京站改至北京西站始发及终到。1997年4月1日，中国铁路实施第一次大面积提速，车底又更换为25K型客车，运行时间缩减为28个小时；1998年10月，中国铁路第二次大提速，全程运行时间又再度压缩为24个小时，从广州到北京一天抵达，同时车次改为K15/16次。1999年5月1日，全国首个19K型高级软卧车厢在运用于K15/16次列车；同年8月，列车被评为全国文明示范列车。
2000年10月21日，随着中國鐵路第三次大提速，K15/16次快速列车更名为T15/16次特快列车，2001年10月21日调图后，T16次列车由广州到北京仅需22小时58分。次年1月1日，T15/16次获广州日报报业集团冠名一年，成为中国铁路首班用报刊冠名的旅客列车。2006年1月29日，列车开始使用全新的25T型客车。
2014年12月10日，中国铁路总公司实行新运行图，T15/16升格為直達特快班次，車次改為Z35/36。
2022年8月10日至2023年9月19日，因应广州白云站施工需要，为确保京广线途经邻近施工区段的旅客列车运行安全，Z35/36次列车广州北站至广州站间临时调整经广石线（广州北至仙村）、广深线运行，车次临时改为Z835/838、Z837/836次。
2024年1月10日，全国铁路实行新运行图，Z35/36次列車正式升格為CR200J型动力集中动车组列车，車次改為D35/36次，同時列車改為廣州東站始發終到。2025年1月5日调图后，D35/36次列车改为在广州白云站始发终到。

## 列车编组

### 现行编组

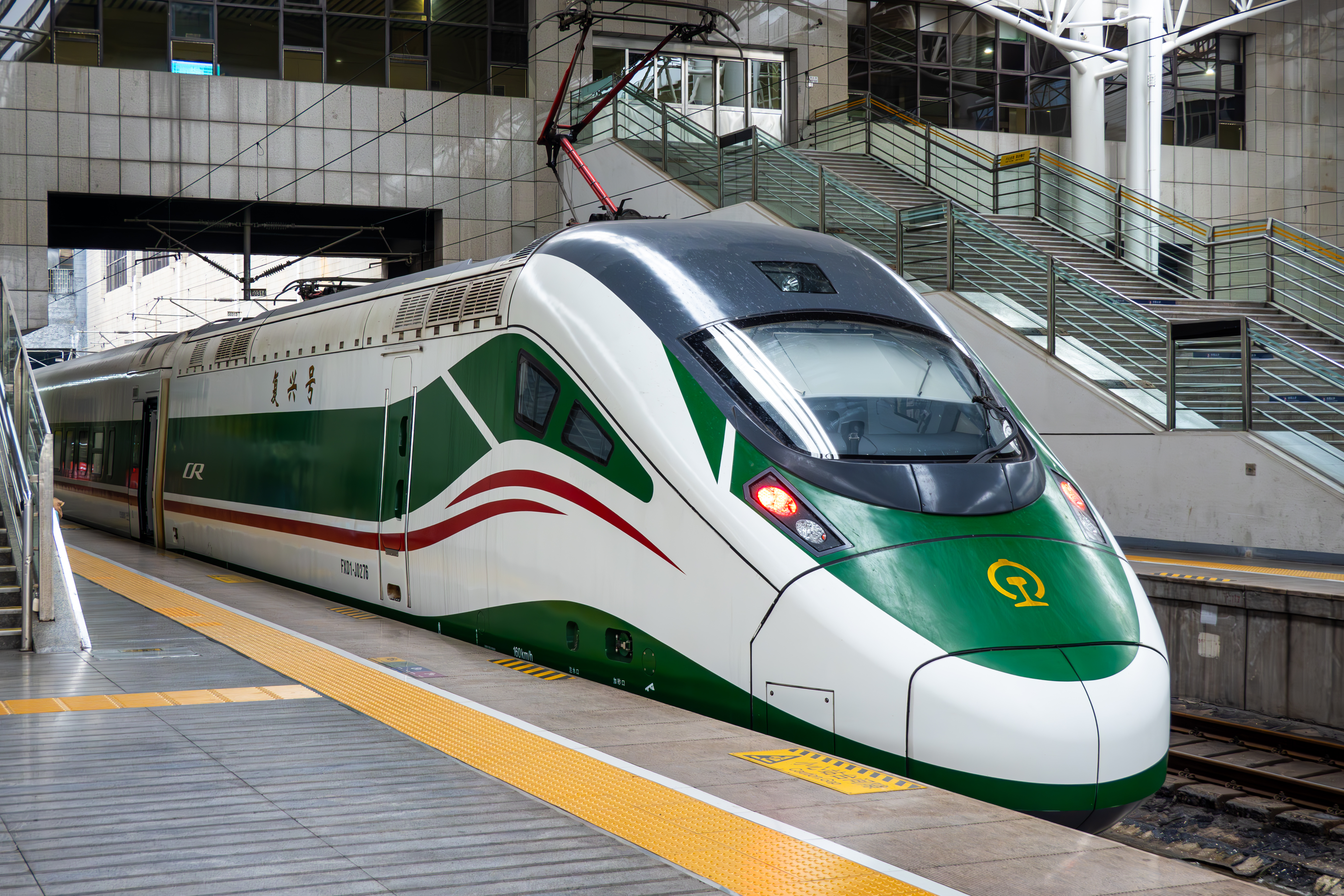
D36次列车停靠郑州站

D35/36次列车目前采用复兴号CR200J1-C型动车组，列车采用动力集中式技术，共有2节动力车和16节车厢，最高运营速度可达160km/h。列车设有二等卧车（WE）10辆、二等座车（ZE）2辆、二等座车 / 餐车（ZEC）1辆、一等卧车（WY）3辆。
| 车厢编号 | M1     | 1           | 2-8         | 9                   | 10-12       | 13-15       | 16          | M2     |
| 车型     | 动力车 | ZE 二等座车 | WE 二等卧车 | ZEC 二等座车 / 餐车 | WY 一等卧车 | WE 二等卧车 | ZE 二等座车 | 动力车 |

### 歷史編組

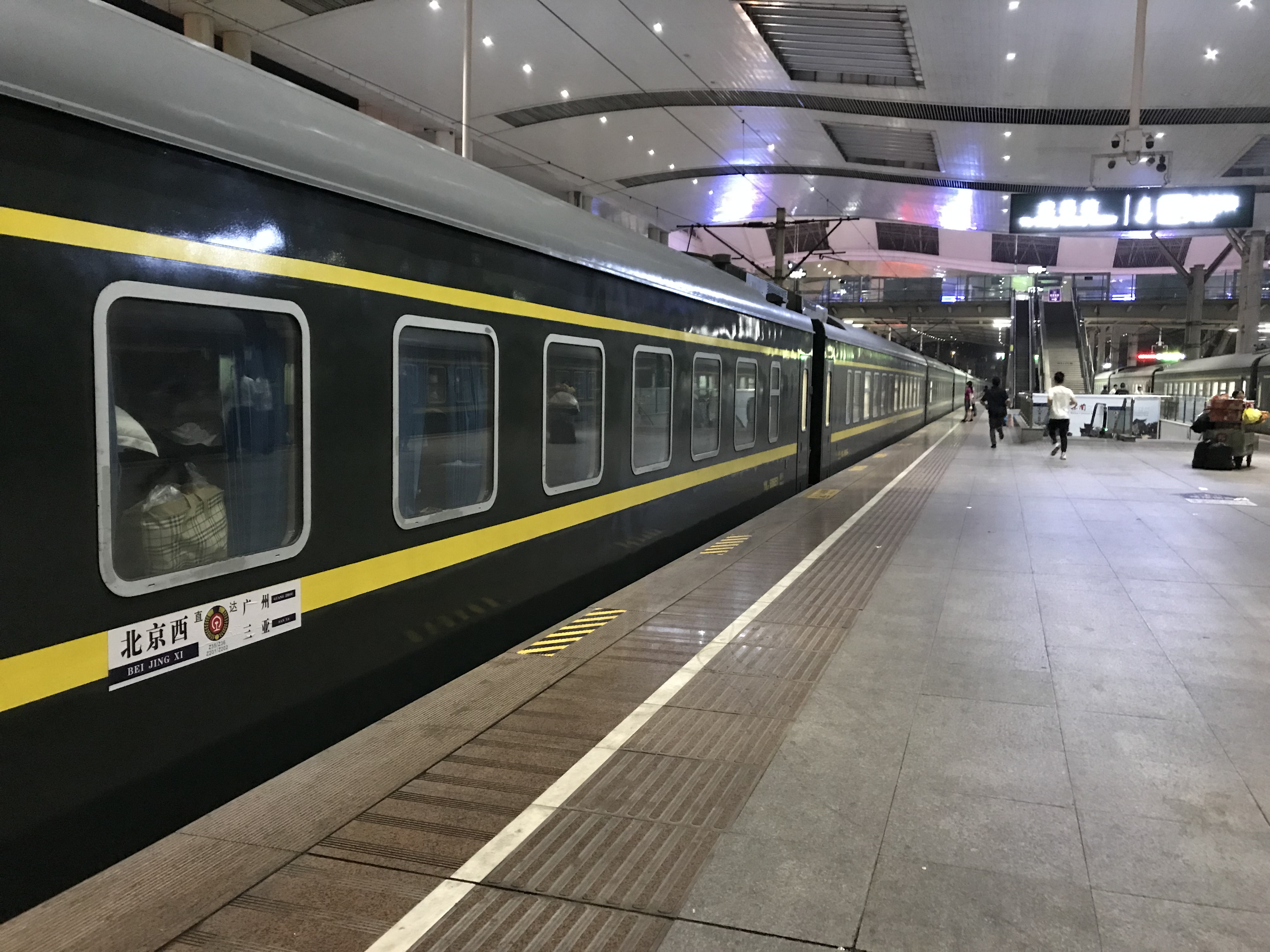
Z35次列车停靠武昌站

自2006年4月18日起，T15/16次列车使用6组长春轨道客车股份有限公司制造的25T型客车，2007年4月17日Z201/202次列车（当时为T201/4、T202/3次）开行后，按顺序轮番执行Z36次广州至北京西、Z201次北京西至三亚、Z202次三亚至北京西、Z35次北京西至广州的客运任务。每组列车均采取19辆编组，其中硬卧车11辆、软卧车2辆（含高级软卧1辆）、硬座车3辆，宿营车、餐车和行李车各1辆，总定员1106人。2022年12月26日起，本次列车改为与北京西至长沙的Z1/2次列车套跑，不再编挂高级软卧车厢，具體執行為：长沙開Z2次至北京西→北京西開Z35次至广州→廣州開Z36次至北京西→北京西開Z1次至长沙。该型号客车采用“密接式车钩缓冲装置”，能缓冲和吸收列车运行过程中车辆之间的纵向冲击能量，提高列车舒适度。软卧和高级软卧车厢采用车载视频播放系统，有八套影视节目供旅客在旅途中自由选择观看。此外，列车安装了真空集便系统，对于污物排放进行集中处理。餐车采用电气化厨房设备，以解决煤炭等垃圾对环境造成污染的问题。
| 车厢编号 | 1-6          | 7            | 8                | 9          | 10-14        | 15-18        | 19           |
| 车型     | YW25T 硬卧车 | RW25T 软卧车 | RW19T 高级软卧车 | CA25T 餐车 | YW25T 硬卧车 | YZ25T 硬座车 | XL25T 行李车 |

## 歷史机车交路

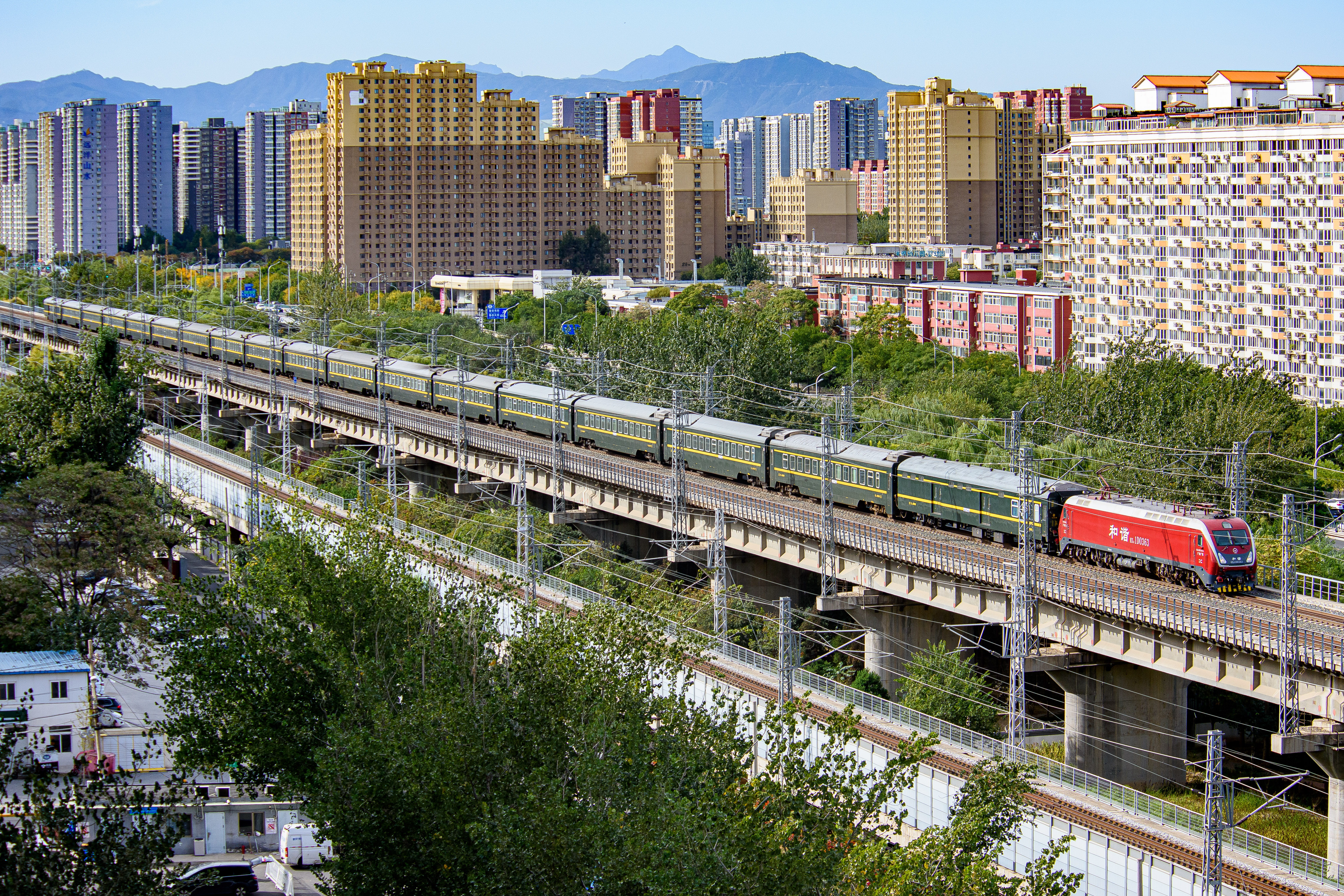
配属广州机务段的和谐1D型电力机车第0363号牵引Z36次列车通过西长线青塔蔚园段

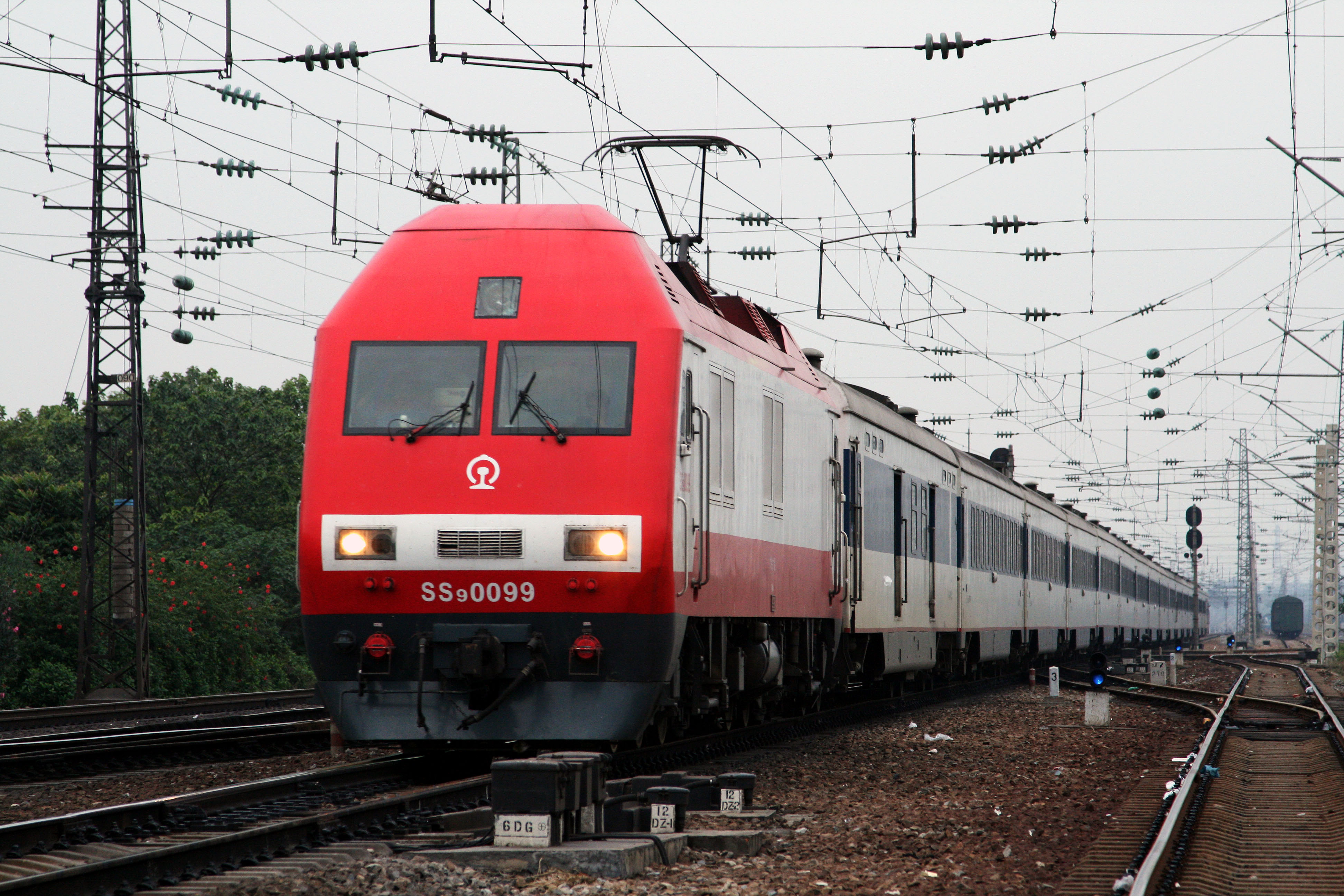
配属广州机务段的韶山9G型电力机车第0099号牵引T16次列车通过京广铁路棠溪站

Z35/36次列车在升級動集前全程使用韶山9G型电力机车单机车直达，该机车可直接向列车提供电能，用于列车内空调和水炉等设备需要，因此列车不需要再额外加挂一节空调发电车。
2019年4月10日經全国铁路調圖後，担当机车將由两个局集团的韶山9G型电力机车，改由廣州局的和諧1D型電力机车或北京局的和諧3D型電力机车運行，且两者均採用一機直達模式擔當，直至2024年1月10日升級動集為止。
| 车站区段               | 北京西 ↔ 广州                                                                                     |
| 本務机车 配属 司机更替 | 和諧1D型電力机车/和諧3D型電力机车 广铁广段/京局京段 北京/武昌南/长沙/广州司机在郑州/武昌/长沙轮乘 |

## 奥运宣传
2007年10月10日，由北京奥组委倡导并支持，共青团中央、铁道部联合发起的“全国青年文明号列车宣传奥运文化之旅”，选择了北京至上海的Z13/14次列车，北京至广州T15/16次列车，北京至长沙Z17/18次列车和北京至西安Z19/20次列车作为奥运列车，其中广州往返北京的T15/16次列车是线路最长的，也是唯一的一趟特快等级列车。2008年1月6日，被命名为“全国青年文明号列车宣传奥运文化之旅”的T15/16次列车在广州站发车，列车作为2008年北京奥运文化主题活动的载体，在车厢内以文字图片、列车广播等形式将奥运历史、故事、知识传播给乘车旅客。而由广铁集团共青团员青年组成的列车志愿者服务队将在广州站进行大规模的志愿服务行动，他们不仅向候车旅客发放奥运宣传资料，讲解北京奥运知识，更为旅客搬运行李、引导登车、提供便捷服务，直至奥运会结束。

## 时刻表

### 历史时刻
| Z35次 | Z35次  | Z35次 | Z35次 | 停靠站 | Z36次 | Z36次 | Z36次  | Z36次 |
| 里程  | 天数   | 到点  | 开点  | 停靠站 | 到点  | 开点  | 天数   | 里程  |
| ----- | ------ | ----- | ----- | ------ | ----- | ----- | ------ | ----- |
| 0     | 当天   | —     | 09:17 | 北京西 | 13:44 | —     | 第二天 | 2302  |
| —     | 当天   | ↓     | ↓     | 新鄉   | 08:35 | 08:37 | 第二天 | 1693  |
| 689   | 当天   | 15:06 | 15:12 | 郑州   | 07:40 | 07:46 | 第二天 | 1613  |
| 1225  | 当天   | 19:55 | 20:01 | 武昌   | 02:51 | 02:58 | 第二天 | 1077  |
| 1587  | 当天   | 23:18 | 23:24 | 长沙   | 23:24 | 23:30 | 当天   | 715   |
| 2302  | 第二天 | 07:01 | —     | 廣州東 | —     | 15:42 | 当天   | 0     |

| Z35次 | Z35次  | Z35次 | Z35次 | 停靠站 | Z36次 | Z36次 | Z36次  | Z36次 |
| 里程  | 天数   | 到点  | 开点  | 停靠站 | 到点  | 开点  | 天数   | 里程  |
| ----- | ------ | ----- | ----- | ------ | ----- | ----- | ------ | ----- |
| 0     | 当天   | —     | 09:20 | 北京西 | 13:44 | —     | 第二天 | 2294  |
| 689   | 当天   | 15:06 | 15:12 | 郑州   | 07:40 | 07:46 | 第二天 | 1605  |
| 1225  | 当天   | 19:55 | 20:01 | 武昌   | 02:51 | 02:58 | 第二天 | 1069  |
| 1587  | 当天   | 23:18 | 23:24 | 长沙   | 23:24 | 23:30 | 当天   | 707   |
| 2294  | 第二天 | 06:50 | —     | 广州   | —     | 15:53 | 当天   | 0     |

| Z35次 | Z35次  | Z35次 | Z35次 | 停靠站 | Z36次 | Z36次 | Z36次  | Z36次 |
| 里程  | 天数   | 到点  | 开点  | 停靠站 | 到点  | 开点  | 天数   | 里程  |
| ----- | ------ | ----- | ----- | ------ | ----- | ----- | ------ | ----- |
| 0     | 当天   | —     | 11:49 | 北京西 | 13:44 | —     | 第二天 | 2294  |
| 689   | 当天   | 17:33 | 17:42 | 郑州   | 07:50 | 07:58 | 第二天 | 1605  |
| 1225  | 当天   | 22:23 | 22:29 | 武昌   | 03:04 | 03:10 | 第二天 | 1069  |
| 1587  | 第二天 | 01:43 | 01:51 | 长沙   | 23:37 | 23:45 | 当天   | 707   |
| 2294  | 第二天 | 09:05 | —     | 广州   | —     | 16:28 | 当天   | 0     |

- T15/16次 北京西——广州
- 全程参考票价：硬座253元 硬卧458元 软卧705元

| T15次 | T15次  | T15次 | T15次 | 停靠站 | T16次 | T16次 | T16次  | T16次 |
| 里程  | 天数   | 到点  | 开点  | 停靠站 | 到点  | 开点  | 天数   | 里程  |
| ----- | ------ | ----- | ----- | ------ | ----- | ----- | ------ | ----- |
| 0     | 当天   | —     | 18:19 | 北京西 | 14:58 | —     | 第二天 | 2294  |
| 689   | 第二天 | 00:35 | 00:41 | 郑州   | 08:36 | 08:42 | 第二天 | 1605  |
| 1225  | 第二天 | 05:49 | 06:04 | 武昌   | 03:13 | 03:28 | 第二天 | 1069  |
| 1587  | 第二天 | 09:27 | 09:33 | 长沙   | 23:41 | 23:47 | 当天   | 707   |
| 2294  | 第二天 | 16:37 | —     | 广州   | —     | 16:42 | 当天   | 0     |

- K15/16次 北京西——广州
- 本时刻表自1998年10月1日第二次大提速起实行

| K15次 | K15次  | K15次 | K15次 | 停靠站 | K16次 | K16次 | K16次  | K16次 |
| 里程  | 天数   | 到点  | 开点  | 停靠站 | 到点  | 开点  | 天数   | 里程  |
| ----- | ------ | ----- | ----- | ------ | ----- | ----- | ------ | ----- |
| 0     | 当天   | —     | 08:00 | 北京西 | 19:56 | —     | 第二天 | 2294  |
| 689   | 当天   | 14:29 | 14:35 | 郑州   | 13:21 | 13:27 | 第二天 | 1605  |
| 1225  | 当天   | 20:00 | 20:08 | 武昌   | 07:48 | 07:56 | 第二天 | 1069  |
| 1587  | 当天   | 23:50 | 23:56 | 长沙   | 03:59 | 04:07 | 第二天 | 707   |
| 1920  | 第二天 | 03:29 | 03:37 | 郴州   | 00:19 | 00:27 | 第二天 | 374   |
| 2073  | 第二天 | 05:31 | 05:38 | 韶关   | 22:17 | 22:25 | 当天   | 221   |
| 2294  | 第二天 | 07:58 | —     | 广州   | —     | 19:58 | 当天   | 0     |

- 15/16次 北京西——广州 特别快车
- 编组：软、硬卧、餐、硬座
- 本时刻表自1997年4月1日第一次大提速起实行

| 15次 | 15次   | 15次  | 15次  | 停靠站 | 16次  | 16次  | 16次   | 16次 |
| 里程 | 天数   | 到点  | 开点  | 停靠站 | 到点  | 开点  | 天数   | 里程 |
| ---- | ------ | ----- | ----- | ------ | ----- | ----- | ------ | ---- |
| 0    | 当天   | —     | 13:38 | 北京西 | 05:01 | —     | 第三天 | 2289 |
| 146  | 当天   | 15:15 | 15:21 | 保定   | 03:09 | 03:15 | 第三天 | 2143 |
| 277  | 当天   | 16:46 | 16:58 | 石家庄 | 01:39 | 01:49 | 第三天 | 2012 |
| 502  | 当天   | 19:22 | 19:32 | 安阳   | ↑     | ↑     | 第二天 | 1787 |
| 609  | 当天   | ↓     | ↓     | 新乡   | 22:09 | 22:15 | 第二天 | 1680 |
| 689  | 当天   | 21:32 | 21:44 | 郑州   | 21:02 | 21:15 | 第二天 | 1600 |
| 829  | 当天   | ↓     | ↓     | 漯河   | 19:17 | 19:23 | 第二天 | 1460 |
| 991  | 第二天 | 01:02 | 01:14 | 信阳   | 17:24 | 17:34 | 第二天 | 1298 |
| 1205 | 第二天 | 03:51 | 04:01 | 汉口   | 14:37 | 14:47 | 第二天 | 1084 |
| 1225 | 第二天 | 04:21 | 04:33 | 武昌   | 14:05 | 14:17 | 第二天 | 1064 |
| 1440 | 第二天 | 06:56 | 07:02 | 岳阳   | 11:35 | 11:41 | 第二天 | 849  |
| 1583 | 第二天 | 08:38 | 08:48 | 长沙   | 09:47 | 10:00 | 第二天 | 706  |
| 1634 | 第二天 | 09:34 | 09:40 | 株洲   | 08:52 | 09:00 | 第二天 | 655  |
| 1768 | 第二天 | 11:09 | 11:19 | 衡阳   | 07:12 | 07:22 | 第二天 | 521  |
| 1945 | 第二天 | 13:03 | 13:15 | 郴州   | 05:10 | 05:28 | 第二天 | 374  |
| 2068 | 第二天 | 15:19 | 15:33 | 韶关   | 02:48 | 03:02 | 第二天 | 221  |
| 2221 | 第二天 | ↓     | ↓     | 源潭   | 00:52 | 00:58 | 第二天 | 68   |
| 2289 | 第二天 | 18:12 | —     | 广州   | —     | 23:58 | 当天   | 0    |

- 15/16次 京广特快

| 15次 | 15次   | 15次  | 15次  | 停靠站 | 16次  | 16次  | 16次   | 16次 |
| 里程 | 天数   | 到点  | 开点  | 停靠站 | 到点  | 开点  | 天数   | 里程 |
| ---- | ------ | ----- | ----- | ------ | ----- | ----- | ------ | ---- |
| 0    | 当天   | —     | 22:30 | 北京   | 06:00 | —     | 第三天 | 2295 |
| 283  | 第二天 | 01:44 | 01:56 | 石家庄 | 02:32 | 02:44 | 第三天 | 2012 |
| 695  | 第二天 | 06:44 | 06:59 | 郑州   | 21:24 | 21:39 | 第二天 | 1600 |
| 997  | 第二天 | 10:40 | 10:52 | 信阳   | 17:23 | 17:35 | 第二天 | 1298 |
| 1231 | 第二天 | 14:14 | 14:26 | 武昌   | 13:39 | 13:51 | 第二天 | 1064 |
| 1449 | 第二天 | 17:27 | 17:37 | 岳阳   | 10:32 | 10:42 | 第二天 | 846  |
| 1589 | 第二天 | 19:34 | 19:46 | 长沙   | 08:26 | 08:38 | 第二天 | 706  |
| 1774 | 第二天 | 22:28 | 22:40 | 衡阳   | 05:30 | 05:42 | 第二天 | 521  |
| 1921 | 第三天 | 01:06 | 01:18 | 郴州   | 02:53 | 03:05 | 第二天 | 374  |
| 2074 | 第三天 | 03:50 | 04:02 | 韶关   | 00:12 | 00:24 | 第二天 | 221  |
| 2295 | 第三天 | 07:23 | —     | 广州   | —     | 20:52 | 当天   | 0    |

- 15/16次 京深特快
- 1986年春节期间实行

| 15次 | 15次   | 15次  | 15次  | 停靠站 | 16次  | 16次  | 16次   | 16次 |
| 里程 | 天数   | 到点  | 开点  | 停靠站 | 到点  | 开点  | 天数   | 里程 |
| ---- | ------ | ----- | ----- | ------ | ----- | ----- | ------ | ---- |
| 0    | 当天   | —     | 22:30 | 北京   | 08:46 | —     | 第三天 | 2460 |
| 283  | 第二天 | 01:45 | 01:57 | 石家庄 | 05:13 | 05:25 | 第三天 | 2177 |
| 695  | 第二天 | 06:52 | 07:05 | 郑州   | 23:57 | 00:12 | 第三天 | 1765 |
| 997  | 第二天 | 11:00 | 11:12 | 信阳   | 19:44 | 19:56 | 第二天 | 1463 |
| 1229 | 第二天 | 14:30 | 14:45 | 武昌   | 16:06 | 16:21 | 第二天 | 1231 |
| 1447 | 第二天 | 17:46 | 17:54 | 岳阳   | 12:55 | 13:03 | 第二天 | 1013 |
| 1587 | 第二天 | 19:45 | 20:05 | 长沙   | 10:46 | 11:04 | 第二天 | 873  |
| 1772 | 第二天 | 22:37 | 22:51 | 衡阳   | 07:56 | 08:12 | 第二天 | 688  |
| 1919 | 第三天 | 01:18 | 01:33 | 郴州   | 05:07 | 05:22 | 第二天 | 541  |
| 2093 | 第三天 | 05:35 | 05:48 | 韶关   | 01:23 | 01:35 | 第二天 | 367  |
| 2313 | 第三天 | 08:58 | 09:40 | 广州   | 21:30 | 22:20 | 当天   | 147  |
| 2460 | 第三天 | 12:14 | —     | 深圳   | —     | 19:05 | 当天   | 0    |